# アメリカインディアン運動

AIMの旗。黒、黄、白、赤の4色はそれぞれ、四つの方角と、黒人、東洋人、白人、インディアンの連帯を示している。

「アメリカインディアン運動」（アメリカインディアンうんどう、AIM）は、アメリカインディアンの権利運動団体。

## AIMの結成

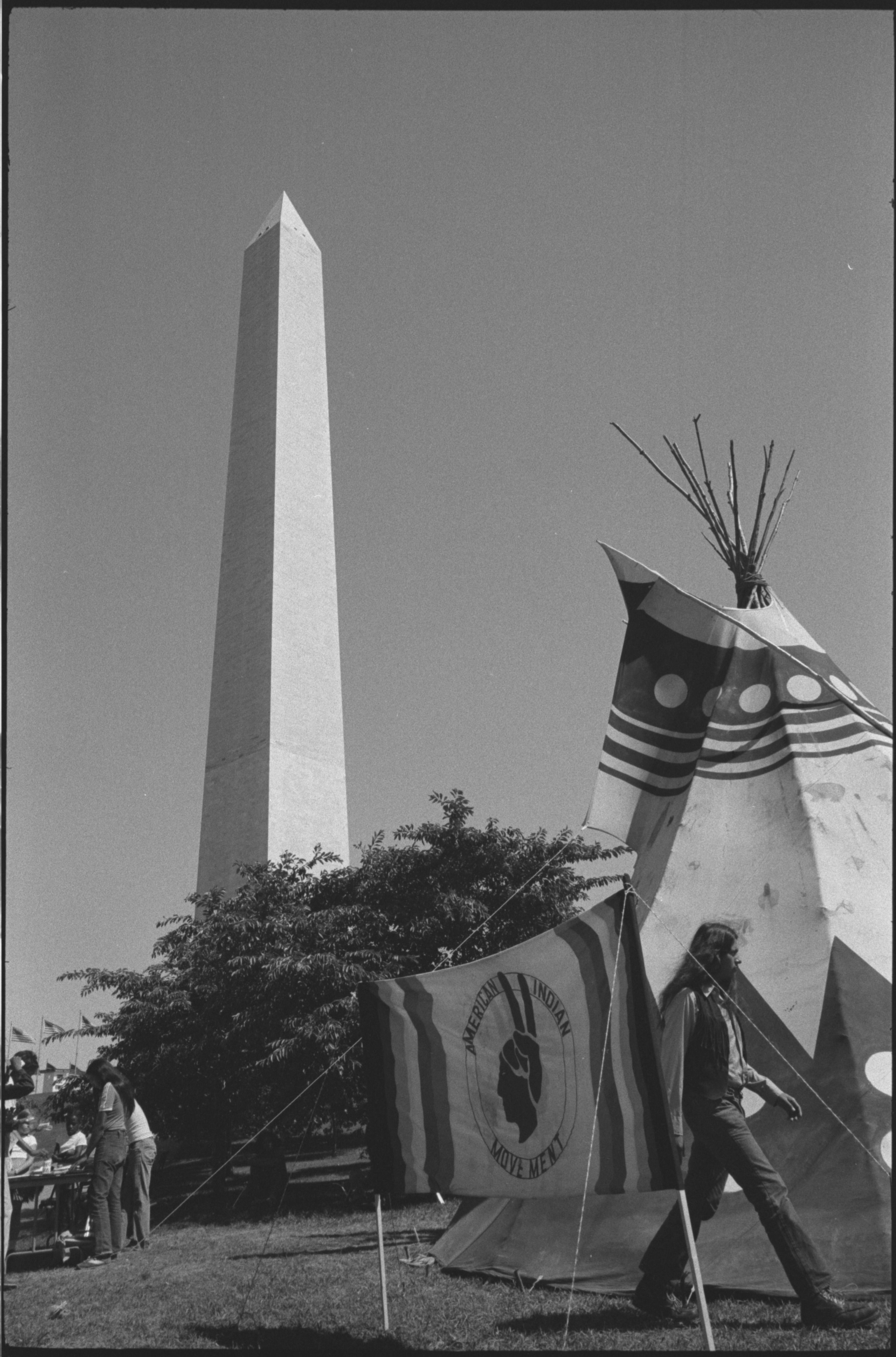
ワシントン記念塔の前でテントを貼るAIMメンバー

「AIM」は、1968年にミネソタ州ミネアポリスで結成されて以来、全米に支部を置き、多数のインディアン権利団体と連携する全米最大のインディアン組織である。結成以来、本部代表はクライド・ベルコート（オジブワ族）が務めている。
1960年代、全米のインディアン部族は絶滅的危機にあった。100を超えるインディアン部族が連邦条約を打ち切られ、保留地の保留を打ち切られ、路頭に迷うこととなった。都市部のスラムに流入したインディアンたちは極貧の生活の中、白人社会の人種差別と暴力にさらされ、ささいな理由で刑務所に送られた。ミネソタ州の刑務所の囚人の7割は常にインディアンが占めていたのである。「AIM」は、こうした刑務所暮らしを強いられた若いインディアンたちによって起こされた。
1963年、ミネソタ州スティル・ウォーターの州刑務所で、オジブワ族のエディー・ベントンやクライド・ベルコートがインディアン囚人の自己啓発プログラムである「アメリカ原住インディアン・プログラム」を設立した。彼らはインディアン寄宿学校でインディアンとしての文化を奪われた世代であり、彼らはこのプログラムで、インディアンとしてのアイディンティティーを取り戻そうとしていた。1966年、この刑務所に投獄されたやはりオジブワ族のデニス・バンクスがプログラムに参加したことで、「AIM」の構想が生まれた。オジブワ族のトム・ジョーンズによってプログラムは週二回開かれ、彼らは人種差別や貧困など、インディアンを取り巻く様々な問題について議論を戦わすようになり、当時新進の運動だった「SDS」や「ウエザーマン」、ブラックパンサー党について研究を重ねた。
1968年3月6日、リンドン・ジョンソン合衆国大統領が「インディアンの機会に関する国際会議（NCIO）」（National Council on Indian Opportunity）を設立させ、また「全米インディアン若者会議」による直接的な抗議デモに始まる、若い世代のインディアンたちの権利回復運動が各地でくすぶり始めた。この時期、仮釈放されたデニス・バンクスはトム・ジョーンズの下を訪ね、合衆国権力に対抗するインディアンの運動組織の構想を練っていた。7月、二人はミネアポリスのスラム「インディアン横丁」で、ジョージ・ミッチェル、クライド・ベルコート、ハロルド・グッドスカイ、エディー・ベントン＝バナイと会い、結成式の参加者を募った。
同年7月28日午後8時、オジブワ族インディアンの若者たちは、ミネアポリス北部の古い教会のホールで、新しいインディアン権利運動団体の第一回結成式を開催し、300人以上のインディアンの老若男女を集めた。集会の中心となったのはクライド・ベルコートとデニス・バンクスの二人のオジブワ族と、インディアン女性たちだった。デニスは一時間にわたって演説を行い、「今こそインディアンは立ち上がる時だ」との言葉に会場が湧き返った。
ミネソタ州のセントポールやミネアポリス警察は、週末金曜日になると「パティワゴン隊」と呼ばれる警官隊を繰り出し、スラムのインディアンが集まる「インディアン・バー」を襲って「インディアン狩り」を行い、インディアンたちを不法逮捕して市の無償労働に充てていた。警察に刃向かったインディアンは問答無用で逮捕され、収監されるのである。集会では必然的に、この白人の暴力と市当局による不法逮捕、インディアンに対する人種差別への対策が議題となった。
権利運動の経験のあるクライド・ベルコートがこの組織の初代代表となり、明け方には次のような組織が作られて、当面の活動内容が決められた。これはAIMの運動の中心核となって、現在も継続されている。
1. 「警察対策委員会」 - 市の警察署長と会見を行い、白人警官によるインディアンに対する暴力被害と不法逮捕に対する団体抗議行動を起こす。白人警官からインディアンを防衛する「インディアン・パトロール」を行う[1]。
2. 「住居問題委員会」 - インディアン・スラムの写真報告書を作成し、市の担当者と会見して改善要求を行う。
3. 「差別教育問題委員会」 - 市教育委員会と会見し、教科書におけるインディアンの「野蛮人」表現の撤廃を要求する。

7月29日の晩から、警察対策委員会 はインディアンパトロール隊を結成し、数台の車を「インディアン・バー」に派遣して、「パティ・ワゴン隊」が来る前に酔ったインディアンたちを家まで送り、不法逮捕を防いだ。さらに白人警官による暴力や不法逮捕を証拠写真に撮って「人種差別などない」とする警察本部につきつけた。この結果、週末のインディアン不法逮捕は激減した。インディアンの若者が、警官に警棒で殴られる瞬間の証拠写真をもとにミネアポリス警察を訴追した裁判はインディアン側の完全勝利となり、市警察はインディアンの警官採用の要求にも応じるようになった。住居問題委員会の抗議は、3年後にミネアポリス市にインディアン低所得者用住宅の建設を実現させた。
同年9月、このインディアン団体の正式名称が「アメリカインディアン運動」（AIM）と決定する。当初ジョージ・ミッチェルによって仮につけられた団体名「憂慮するアメリカのインディアン」（Concerned Indian Americans）の略称が「CIA」となるため、変更となった。「AIM」の略称は、あるインディアン女性が「あんたたち男はいつも“目的（Aim）”、“目的”って言ってるんだから、いっそ“AIM”にすればどう？」と提案したことで決まったものだった。
その後も「AIM」は、ミネソタ中心に抗議行動を続け、ミネソタ州のインディアン保留地での漁猟狩猟権利を巡って、リーチレイク保留地からの「白人及び非インディアンの立ち退き」を要求して抗議行進を決行した。当時、州ではインディアンにのみ「狩猟法」が適用され、「密猟罪」の対象とされる一方、白人は自由に狩りや釣りをすることが出来た。「AIM」はこれまでのインディアン団体にない直接抗議を行うことによって、結果、ミネソタではインディアンに対する差別案件を劇的に減らすこととなったのである。
結成と同時に行動開始した「AIM」は、ミネアポリスだけでなく、他州やカナダの数多くのインディアン団体とも連携し、またたく間に「レッド・パワー運動」の旗頭となっていった。「AIM」はその後数年で、オハイオ州クリーブランド、ウィスコンシン州ミルウォーキー、イリノイ州シカゴ、ミネソタ州キャスレイク、サウスダコタ州ローズバッド・インディアン保留地、コロラド州デンバー、オクラホマ州オクラホマ市、ワシントン州シアトル、カリフォルニア州オークランド、サンフランシスコ、ロサンゼルスといった都市部に支局を増やしていった。これらのほとんどが、保留地を追われたインディアンたちの流入先であり、現地の「インディアン・センター」が中心母体となっている。

## 運動の特色

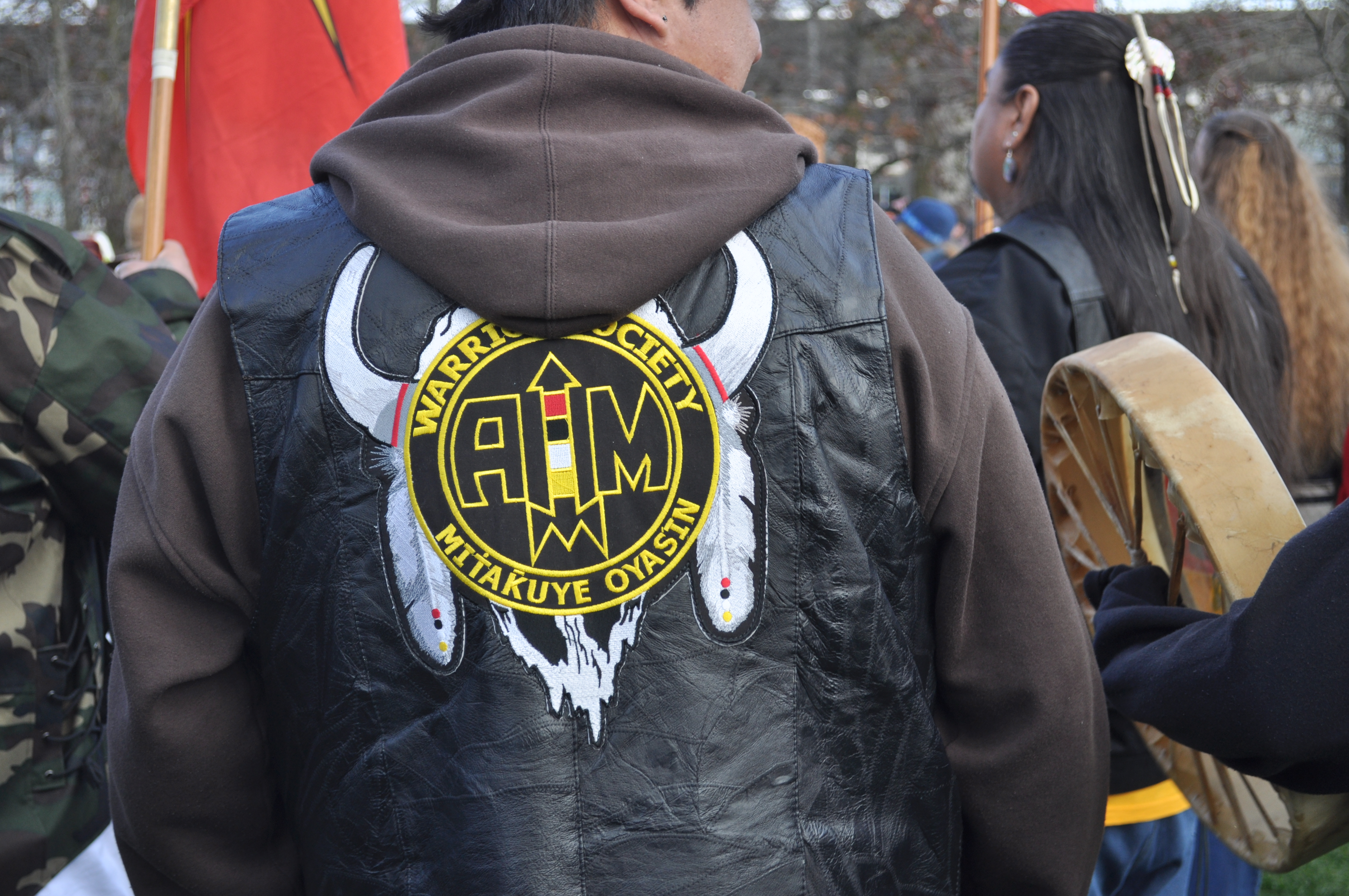
AIMのエンブレムパッチを革ジャンにつけたAIMメンバー (2012年)

結成以来、抗議団体としての「AIM」は、先輩格の「アメリカインディアン国民会議」（NCAI）のようなロビー活動ではなく、「全米インディアン若者会議」（NIYC）が手法としたデモや占拠抗議といった直接的行動を手法にしている。いくらロビー活動をしても、白人社会は無視し続けた。彼らは「インディアンが紳士的な物腰でいる間は、白人は見向きもしない」として、AIMは「ブラック・パンサー党」のように、マスコミを徹底的に利用する戦略を採った。彼らはマスコミが集中する感謝祭などの象徴的なイベントを台無しにし、これをTVで全米に中継させた。たちまちAIMの存在は全米に知られるようになったのである。
また、AIMは「我々のインディアンを取り戻そう」を合言葉に、「インディアン民族への強い回帰」を打ち出した。それまでのインディアン運動者たちは白人の作法で運動を行ったが、「AIM」は、「インディアン寄宿学校」で強制された「白人らしさ」である、「規律」や「上意下達」を否定し、インディアン民族本来の個々の自主に任せる個人主義を採った。運動員の中には酒や薬物、麻薬に手を出している者もおり、必ずしも連携がとれていない場合も多かったが、これらもインディアン本来の文化に従ってそれぞれの判断に任された。「AIM」は分裂や仲違いの歴史を持っているが、インディアンは本来、多数のバンド（集団）に分かれ、各々が合議によって自治を保つ集合体であって、必ずしも一枚岩ではない。白人から見れば「足並みがそろっていない」この形は、「AIM」にすればインディアン本来の文化に基づくものである。「AIM」の立役者のひとり、デニス・バンクスは運動当初、「規律」を組織内に持ち込もうとして指導者たちから強い反発を受けた。賛同者は一人もいなかったといい、クライド・ベルコートからはこう忠告されたという。
強い「民族回帰」を掲げた「AIM」は、スー族の若者たちが中心となって、「AIMファッション」を決めた。インディアン寄宿学校で白人に強制された短髪をやめ、伝統に則って髪を長く伸ばし、三つ編みにした。インディアンにとって髪は神聖なものであり、本来は身内に不幸が無い限り切るものではない。「怒りの帽子」として、羽根を着けた黒い帽子を被り、ネクタイを締めるのをやめて骨の首飾りを着け、呪薬の入った袋を提げ、リーバイスのジャケットを着た。このジャケットの背中には、「アルカトラズ島」、「破られた条約のための行進」、「ウンデット・ニー」などの字体が刺繍された。
彼らは民族としての「インディアン」に拘り、抗議運動にインディアンの太鼓を持ち込んだ。「AIM」はインディアンもエスキモーも太平洋諸島民も一緒くたにまとめる「ネイティブ・アメリカン」という用語を「合衆国がでっち上げた政治用語」であり、「アメリカインディアンという民族名を歴史から消し去ろうとするものだ」として、現在も激しく批判している。
「白人のお仕着せ」を否定した「AIM」は、連邦政府の傀儡である「部族会議」ではなく、「伝統派」と連携した。「伝統派」とは、合衆国が保留地に押し付けた首長制ではなく、長老や酋長たちの連座による、「聖なるパイプ」を介した伝統的な合議制を固持するグループである。「AIM」はデニス・バンクスの発案で、「伝統的宗教の復活」を運動方針に採り入れ、当時もっとも伝統派呪い師が多い部族であったスー族の「伝統派」と連携した。「AIM」の指導者たちはスー族のもとで「聖なるパイプ」の儀式や「スウェット・ロッジ」、「ユイピの儀式」、「サンダンスの儀式」に参加し、「運動に命を捧げる」との誓いを立てた。これは誰に命令されるわけではなく、自分の意思で戦士となるということである。またレイムディアー、レオナルド・クロウドッグといった、大勢の伝統派メディスンマンが抗議行動に加わり、霊的な後援者となった。「ウーンデッド・ニー占拠抗議」では、「ゴースト・ダンス」を100年ぶりに復活させた。スー族の言葉「ミタクエ・オヤシン」（すべては我々と繋がる）は、現在も「AIM」の標語の一つである。「AIM」は結成時から「ブラック・パンサー党」などの黒人団体と連携していたが、彼らのような暴力運動は否定した。デニス・バンクスはこう語っている。
AIMの協力者であるレオナルド・クロウドッグは、こう述べている。
「AIM」には、よく知られた「AIM SONG」（AIMの歌）という歌がある。これは、スー族のレイモンド・イエローサンダーが白人に惨殺され、決起集会が開かれた際に、当時14〜15歳のオグララ・スー族の少年が作ったもので、レオナルド・クロウドッグの絶賛を受け、のちに正式に「AIMの歌」となった。すべてを共有する文化を持つインディアン社会では、インディアンが作った歌は、部族や同胞全体が共有する歌となる。

## AIMの綱領
「AIM」が行動の根本原理に掲げたのは、「インディアン民族の自決」である。これはつまり、アメリカ合衆国とのインディアン条約に基づいた、インディアン部族の対等な連邦関係であり、同時期の黒人たちの、白人社会の中での対等な立場を要求した公民権運動とは全く異なるものである。AIMメンバーのマリー・クロウドッグはこう言っている。
「AIM」の綱領は、1972年に決行した「破られた条約のための行進」の際に、ヴァイン・デロリア・ジュニアによって理論支援され、ハンク・アダムスによってまとめられたものである。それは以下のようなものである。
1. 1871年に連邦議会で打ち切られた、インディアン部族との条約締結の復活
2. インディアン部族が新しく条約を締結するための権限の設立
3. インディアンの主導者たちの連邦議会での発言権
4. インディアン条約の責務と違反の再調査
5. 未批准のインディアン条約を上院に送る
6. すべてのインディアンを条約関係に置くこと
7. 条約違反下にあるインディアン国家の救済
8. 条約によるインディアンの権利認識
9. インディアンとの関係の再建に関して連邦とインディアン国家間の共同議会の設立
10. アメリカ合衆国下のインディアン以外も含むすべての先住民国家への、45万km2の土地の返還
11. 権利を打ち切られたインディアン部族の再建
12. インディアン以外も含む先住民国家の、州による管轄権の撤廃
13. インディアンへの犯罪に対する、連邦政府によるインディアンの保護
14. 「BIA」（インディアン管理局）の廃止
15. 連邦政府とインディアン部族との新しい事務所の設立
16. 新しい事務所による、米国とインディアン以外も含む先住民国家との間の憲法に規定する関係の修復。
17. 先住民国家を、連邦の商取引、収税、貿易の制限外に置く
18. インディアンの宗教の自由と文化の保護
19. インディアン国家内での議決権の確立、連邦政府の支配からのインディアン国家の脱却
20. すべてのインディアンの人々のための健康、住宅、雇用、経済発展と教育の再構築

## 主な活動
1968年、ミネアポリスに本部設置。同地で、白人警官の暴力からインディアンを防衛する「AIMパトロール」を開始。現在も運営を続けている。「AIM」は結成直後から激しい直接行動を行い、白人の既得権益を脅かしたため、州や合衆国からは、マーチン・ルーサー・キングらの黒人の公民権運動と同様に、「共産主義者、左翼、犯罪者」などとして、徹底的なネガティブ・キャンペーンを受けることとなった。
1969年、「アルカトラズ島占拠事件」に応援参加。都市部にすむインディアンたちのための、全米初の健康管理センター「インディアン健康会議」（Indian Health Board）をミネアポリスに設立。また「ラシュモア山占拠」、感謝祭での「プリマスの岩とメイフラワー号2世乗っ取り抗議」などを主催。11月にミネアポリスでの「全米インディアン教育会議」に参加。インディアンを野蛮人表記した学校の歴史教科書『北の星』の訂正をミネソタ教育委員会に要求。実現させる。
1970年、1月に、インディアン児童がインディアン民族としての文化を学ぶための、12年制学校「大地の心・生き残りの学校」をミネアポリスに設立。またインディアンを法的に弁護するための「法的権利センター」（Legal  Rights Center）を設立。1994年には19,000人を超える依頼者を法的代行する成果を上げた。ミネアポリスそばの廃棄された合衆国海軍基地を占拠し返還要求を行う。ウィスコンシン州のオジブワ族保留地を水没させた電力ダムを占拠し、約100 km2の土地を返還させた。
クリーブランド・インディアンスの球団ペットマーク等に使われている「ワフー酋長」という名前の「歯を剥き出してにやつく赤い顔をした」インディアンキャラクターがある。このキャラクターは「人種差別的なインディアンのステレオタイプである」として、「アメリカインディアン運動」（AIM）など多数のインディアン権利団体・個人が、「インディアンス」のチーム名と共に、その意匠廃絶を求めて激しい抗議を半世紀近く行っているものであった。その結果、2018年シーズンを最後に廃止されることになった。

### AIM対合衆国
1972年、ミネソタ州セントポールに、第二の「生き残りの学校」である12年制学校「赤い校舎」（Red School House）を設立。「破られた条約のための行進」を決行。続く「BIA本部ビル占拠抗議」で合衆国に宣戦布告、内務省の内部文書を押収し、合衆国と部族会議の癒着と横領を暴いた。これに強く反応したのが、「全米一人種差別の激しい州」とも呼ばれ、また「AIM」と強く連携するスー族伝統派のいるサウスダコタ州だった。リチャード・ネイプ知事やビル・ジャンクロウ司法長官は「AIMは全員殺すべきだ」、「奴らを黙らせるには頭に銃を押しつけて引き金を引くのが一番だ」と公言し、この時期だけで200人を超えるAIMメンバーが逮捕された。また「髪が長い」というだけで「AIM」とみなされ、関係のないインディアンまで逮捕される状況となった。
1973年、「BIA本部ビル占拠抗議」の後で、「生き残りの学校」や「赤い校舎」などインディアンの学校への教育補助金を打ち切った合衆国を提訴。これに勝訴した。このなか続けざまに起こったレイモンド・イエローサンダーやウェズリー・バッドハートブルの白人による惨殺事件は、合衆国との全面対決を呼び、ついに1973年の「ウンデッド・ニー占拠事件」に発展。AIMと支援者がウンデット・ニーの一角を占拠し、BIA（インディアン管理局）、FBI、州政府、米軍、ディック・ウィルソンの私兵組織グーンズを相手に、71日間にわたる武力攻防となって全米を震撼させた。
「ウーンデッド・ニー占拠抗議」以降、合衆国は次々とAIMメンバーを連邦訴追し、あるいは暗殺した。1976年いっぱいまで、サウスダコタは「恐怖支配の時代」と呼ばれる内戦状態のまま、100人近いインディアンが殺された。
1974年、デニス・バンクスら「AIM」主導メンバーがミネアポリスで連邦訴追された「ウーンデッド・ニー裁判」は、8か月に及び、合衆国史上最長の連邦裁判となった。裁判ではFBIの偽証と不正が次々に暴露され、フレッド・ニコル裁判長は「正義は汚された」と怒りのコメントを行った。
この年、インディアンの権利を国際的に訴えるため、スイス・ジュネーブの国連会議に事務所を置く、全米のインディアンの代表組織「国際インディアン条約会議」（IITC）を結成。
1975年、「生き残りの学校」が、米国とカナダに合わせて16校となり、「生き残り学校連合」を結成。また 「小さな大地・部族連合」（Little Earth Of United Tribes）を設立し、インディアンのための初の公営団地を援助する。ミネアポリスのミギジに、インディアン学生のインディアン文化教育のための報道局「ミギジ通信」を創設。この年、「国際インディアン条約会議」（IITC）が国連内で非政府組織として認可される。
この年、ジャンチタ・イーグルディアーの強姦事件を巡って法廷対決したAIM主導者のひとりデニス・バンクスを、ビル・ジャンクロウサウスダコタ司法長官が、「2年前にウェズリー・バッドハートブル殺人事件を巡ってカスター市で騒乱を起こした」という罪状で起訴。裁判所はデニスに懲役15年の刑を言い渡した。
1976年、連邦訴追された「AIM」メンバー、レナード・ペルティエが、FBI捜査官殺害の罪で逮捕される。翌年、レナードはFBIの偽証によって終身刑宣告された。一方、有罪判決を受けたデニス・バンクスはカリフォルニア州知事の庇護を受け、州亡命した。
1977年、ラッセル・ミーンズらの参加した「IITC」は国際NGO会議に出席し、満場一致で「我々の民族名はアメリカインディアンである」との宣言を行った。この時期、合衆国政府ではインディアンの保留地の保留を解消し、自治権を剥奪するための絶滅法案が続々と上下院に提出されていた。まさにアメリカインディアンは、民族存亡の危機にあったのである。

### 「ロンゲスト・ウォーク」
12月、デニス・バンクスはこの民族浄化の動きに対し、「平和的な抗議行動で全米の注目を浴びる以外に方法はない」として、インディアン・アスリートのジム・ソープを記念し、「破られた条約のための行進」を再現して、サンフランシスコのアルカトラズ島からワシントンD.C.まで、徒歩で大陸横断する「ロンゲスト・ウォーク」（最長の徒歩）を提案。全会一致で採択された。
1978年2月11日、「ロンゲスト・ウォーク」（最長の徒歩）が実行された。インディアンだけでなく黒人や白人、東洋人、世界中の民族、平和団体が参加したこの行進は、聖なるパイプを掲げ太鼓を携えた宗教的行進でもあった。日本からは日本山妙法寺大僧伽も参加したこの行進は5ヶ月に及び、4000人に参加者を増やした。また、「ロンゲスト・ウォーク」を援護して、「AIM」の若いメンバーがミネアポリスからカンザス州ローレンスまで約800kmを駆ける「生き残りのランニング」（Run For Survival）を実行。
7月15日、「ロンゲスト・ウォーク」はワシントンD.C.でゴールを迎え、インディアンたちはホワイトハウスの門前に和平のティーピーを建てた。この平和的行進は全米の反響を呼び、多数の上下院議員らの賛同を得て、「インディアン絶滅法案」を廃絶に追い込んだ。
この年、「AIM」結成の母体となったミネソタのスティルウォーター刑務所で、インディアン囚人のための初の教育プログラムを確立。ミネソタ州にあるオジブワ族の「ホワイトアース保留地」に、米国教育省から資金提供を受けて「命の輪の生き残り学校（Circle of Life Survival School）」を設立。
この年、インディアン女性の団体「すべての赤い国の女たち」（WARN）を、AIM女性メンバー達が設立。
1979年、「小さな大地・部族連合」が米国地方裁判所によって停止に追い込まれる。インディアンの失業問題対策のために「アメリカインディアンの機会と工業化センター」（AIOIC）を設立し、以来17,000人以上のインディアンの職業訓練を行う。
1981年4月、ラッセルらAIMグループとラコタ族伝統派が、サウスダコタ州ビクトリアクリーク渓谷にある連邦政府の土地で、「ブラックヒルズ返還の第1段階」としてティーピーの野営を張った。この野営は、白人に虐殺されたスー族のレイモンド・イエローサンダーの名をとって、「イエローサンダー・キャンプ」と名付けられた。米国森林サービス局は野営のための土地の使用を拒否したため、彼らは1978年制定の「アメリカインディアンの宗教の自由法」に対する侵害であるとして連邦を告訴した。1985年に、ドナルド・オブライエン判事はこの野営に有利な判決を下したが、控訴審では逆転敗訴した。
1983年、カリフォルニア州の知事が反AIM派に代わったのを受け、デニス・バンクスがニューヨーク州にあるイロコイ連邦のオノンダーガ国に亡命。
1984年、「生き残り学校の連盟」が、ミネソタ、ウィスコンシン、カリフォルニア、サウスダコタ、ネブラスカ、オクラホマ各州の大学と法律学校でインディアン児童に対する教育者の法律教育セミナーを開催。この年、「カスター市騒乱」の罪でデニス・バンクスが有罪判決を受け懲役刑を言い渡される。釈放嘆願運動が実り、デニスは一年半の服役後、翌年仮釈放となった。

### 分裂
この時期に、AIMは運動における霊的な扱いを巡って、数派に分かれた。さらに、中米のニカラグアで圧政下にあるミスキート族インディアンに対する支援の是非を巡って、全米を分けた世論の中、AIMでもミスキート族インディアンの一派「MISURASATA（YATAMA）」と共産系「サンディニスタ民族解放戦線」のどちらを支持するかで二分された。ラッセル・ミーンズはAIM内のこうした不和について、「残念ながら、程度は個人個人で異なるが、私たちは皆、植民地化されてきた。それらの意見の相違は、誤って導かれたエゴから始まったものだ」と述べている。
1980年代後期に、創設者グループのうち、デニス・バンクスやラッセル・ミーンズらがAIMから退く。おのおの故郷に戻って、教育者となる者、部族会議に関わるもの、保留地復興に取り組む者など、独自の民族運動に関わっている。
1991年、アメリカのスポーツ界における「インディアン・マスコット」の廃止根絶のため、ヴァーノン・ベルコートらが「スポーツとメディアの人種差別に関する全国連合」を設立。全米のインディアン団体と連携して抗議を行い、チーム意匠としてのインディアンのステレオタイプな漫画キャラクター、野蛮なインディアンをイメージしたチーム名の廃止要求を行っている。
1994年、ラッセル・ミーンズやワード・チャーチルらがミネアポリス本部と、アニー・マエ・アクアッシュの殺害に関する意見の違いから「アメリカインディアン運動コロラド支局」を「コロラド・アメリカインディアン運動」として分離。独自の活動を始める。

## 現在の活動
結成当時からのテーマであるインディアンの漁猟権、信仰の保護、「インディアン・マスコット」廃止要求といった活動を中心にしている。もともとオジブワ族とスー族を中心的部族としているが、1990年代にスー族のサンダンスの儀式を、ミネソタのオジブワ族に導入し、伝統儀式を中心とした教育活動やスローフード運動も盛んに行っている。また保留地における地下資源開発や森林伐採に伴う環境汚染に対しても監視と抗議を行っている。全世界的なグローバリズム化に対しての警戒として、「国際インディアン条約会議」と共に国連に代表団を派遣し、各国の先住民族と連携して発言を行っている。近年、中米のインディアン部族への支援も強めている。
現在、AIMの活動は、全米で様々なインディアン団体が引き継ぎ、独自の活動というものはなくなっていて、求心力は衰えたとする向きもある。一方、ラッセルやワード・チャーチル、グレン・モリスら「コロラド・アメリカインディアン運動」メンバーは、毎年のコロンブス・デーに合わせ、コロンブスの銅像に赤い塗料を浴びせるなど、結成当時と変わらない激しい抗議行動を続けている。